# Paul Colin (Schriftsteller)
Paul Colin (* 1920; † 20. März 2018) war ein französischer Schriftsteller.

## Leben
Sein Romandebüt gab Paul Colin 1950 mit Les jeux sauvages, der bei Gallimard erschien. Die Veröffentlichung in dem renommierten Pariser Verlag war von dem dortigen Lektor und Schriftsteller Jacques Lemarchand unterstützt worden. Das Buch handelt von dem wohlhabenden, aber ziellosen Studenten François, der in Paris versucht seinen Platz in einer Welt voller Gewalt zu finden. Eines Nachts macht sich der in der Sologne aufgewachsene junge Mann daran, sein bisheriges Leben niederzuschreiben und seine ungestüme Kindheit auf dem Land, seine Studienjahre und Eroberungen und Niederlagen bei den Frauen zu rekapitulieren. Ida Berger-Chevant (Europe) bemerkte einen „kalten Zynismus“, mit dem Colin, der selbst in der Sologne lebte, die „ganze Verdorbenheit einer ‚vergoldeten Landjugend‘“ beschreibe. Sie empfand Lex jeux sauvages im Vergleich zu Pierre Molaines Les Orgues de l’enfer, Gewinner des Prix Renaudot 1950, als sehr leicht verständlich.
Im Vorfeld der Verleihung des Prix Goncourt 1950 wurde ein Sieg von Georges Arnaud (Le Salaire de la peur), Hervé Bazin (La Mort du petit cheval), Marguerite Duras (Un barrage contre le Pacifique) oder Serge Groussard (La Femme sans passé) favorisiert. Am Morgen des 4. Dezember 1950 traf die Jury im Pariser Restaurant Drouant zusammen, um den Gewinner zu küren. Sie konnte sich aber in den folgenden Stunden nicht auf einen Roman einigen – es herrschte Stimmengleichheit zwischen L’Amour triste von Bernard Pingaud, L’Ecume et le Sel von Michel Zéraffa und L’Homme de la scierie von André Dhôtel. Kurz vor Anbruch der Mittagszeit lenkte Jurymitglied Philippe Hériat die Diskussion auf Colins Buch, das bereits zuvor erwähnt, aber ärgerlich verworfen worden war. Die mittlerweile müden und hungrigen Jurymitglieder kürten daraufhin in der fünften Abstimmungsrunde Les jeux sauvages des 30-jährigen Außenseiters Colin mit fünf Stimmen zum Sieger.
Nach der Preisverleihung verbreitete sich das Gerücht, dass Les jeux sauvages trotz der Auszeichnung ein Ladenhüter sei und sich nicht verkaufe. Der einflussreiche Verlagsmitarbeiter Gaston Ier rief daraufhin mehrere Gerichtsvollzieher zu sich und ließ die Zahl von 122.500 gedruckten Exemplaren des Romans bei den Druckereien Brodard & Taupin, Grevin und L’Imprimerie Moderne offiziell beglaubigen. Er reservierte am 9. Februar 1951 eine zweiseitige Anzeige im Branchenblatt Bibliographie de la France, in der er neben den Urteilen der einbestellten Experten die Zahl der gedruckten Exemplare in großen Lettern abdrucken ließ. Daraufhin zerstreute sich das Gerücht.
1959 veröffentlichte Colin mit Terre paradis einen weiteren Roman bei Gallimard. Das Buch stellt den einzelgängerischen Maxime Lemoine, Sohn zügelloser Eltern, in den Mittelpunkt, der auf dem Land bei seiner Großmutter lebt. Seine fantastischen Erfahrungen mit anderen enden in einem Skandal und er bleibt am Ende mit seinen Idealen allein zurück. Nach Terre paradis folgten keine Veröffentlichungen mehr von Colin. Er ließ sich als Landwirt in Südfrankreich nieder. 1970 äußerte er sich mit großer Ironie in einem Fernsehinterview über seine Arbeit als Autor und gab an, niemals eine literarische Karriere angestrebt zu haben.
Der Schriftsteller Pierre Assouline, ein späteres Mitglied der Académie Goncourt, kritisierte die Verleihung von 1950 in einem 2008 erschienenen Zeitungsartikel für ihre „unergründliche Mittelmäßigkeit“ und bezeichnete sie als „Unfall der Literaturgeschichte“. Er kritisierte Colin als „Nichts“ und „Fremden“ und stufte Les jeux sauvages als „unbedeutend“ ein. 2012 beschrieb Guillaume Sbalchiero den Roman in einer im L’Express erschienenen Artikelserie über vergessene Goncourt-Preisträger als „familiär und intim“, wies aber ebenso wie Assouline auf die Nicht-Prämierung von Marguerite Duras’ zeitlosem Roman Un barrage contre le Pacifique hin. Trotz eines „komplizierten Stils“ und „schwer verdaulicher Abschweifungen“ könne Colins Werk „dennoch in seinem Leser bestimmte persönliche Erinnerungen wieder aufleben lassen“, so Sbalchiero.

## Werke
Romane
- Les jeux sauvages. Paris : Gallimard, 1950.
- Terre paradis. Paris : Gallimard, 1959.

## Auszeichnungen
- 1950: Prix Goncourt für Les jeux sauvages